# Formoz
Formoz, papa od 19. rujna 891. do 4. travnja 896. godine.